# Huis van Afgevaardigden (Liberia)
Het Huis van Afgevaardigden (Engels: House of Representatives) is het lagerhuis van het parlement van Liberia (Legislature of Liberia) en telt 73 leden die voor een periode van zes jaar worden gekozen op basis van een meerderheidsstelsel (first-past-the-post). Het hogerhuis is de Senaat (Senate).
Leden van het Huis vertegenwoordigen vertegenwoordigen kiesdistricten binnen de County's. De kiesdistricten worden vastgelegd door een nationale kiescommissie (National Elections Commission). De huidige voorzitter van het Huise van Afgevaardigden, de Speaker of the House, is Bhofal Chambers (CDC). Het Huis van Afgevaardigden en de Senaat komen samen in het Capitol in de hoofdstad Monrovia.
Iedere Liberiaanse staatsburger van vijfentwintig jaar en ouder is gerechtigd om zich kandidaat te stellen voor het Huis van Afgevaardigden.
Het parlement is gemodelleerd naar het Congress van de Verenigde Staten van Amerika en is het oudste nationale parlement in Afrika, en kwam tot stand in 1847.
Tot de staatsgreep van 1980 werd het politiek leven in het land gedomineerd door de True Whig Party (TWP) en was Liberia praktisch een eenpartijstaat. Thans zijn er meer dan tien partijen vertegenwoordigd in de beide huizen van het parlement.

## Zetelverdeling
De 73 zetels van het Huis van Afgevaardigden worden verdeeld over de vijftien County's van Liberia (hoe meer kiesgerechtigden in een County, hoe meer toegewezen zetels).
| - Bomi - 3 - Bong - 7 - Gbarpolu - 3 - Grand Bassa - 5 - Grand Cape Mount - 3 | - Grand Gedeh - 3 - Grand Kru - 2 - Lofa - 5 - Margibi - 5 - Maryland - 3 | - Montserrado - 17 - Nimba - 9 - River Cess - 2 - River Gee - 3 - Sinoe - 3 |

### Verkiezingen van 2016
De verkiezingen voor de 53e legislatuur vonden plaats op 4 oktober 2016. Hierbij werd de Congress for Democratic Change (CDC) met 25 zetels de grootste partij.